# The Alster Case
The Alster Case è un film muto del 1915 diretto da J. Charles Haydon. La sceneggiatura di  Arthur Reeves e Jackson Rose si basa sul romanzo The Alster Case di Rufus Gillmore, pubblicato a New York nel 1914.

## Trama
Cornelia Alster, eccentrica e ricca zitella, dopo aver lasciato lo studio di avvocati che fino a quel momento aveva in gestione il suo patrimonio, affida la conduzione di tutti i suoi affari a George Swan, un giovane impiegato. Una sera, di ritorno da uno spettacolo teatrale in compagnia di Swan, Cornelia sorprende le sue due pupille, Beatrice e Linda, insieme a due uomini. Le ragazze li nascondono ognuno nella propria camera mentre Cornelia, infuriata, minaccia di buttarle fuori di casa. La mattina dopo, Cornelia viene trovata morta.
Swan incarica delle indagini Trask, un famoso investigatore privato. Nel corso della sua inchiesta, Trask viene portato ad escludere la colpevolezza sia delle ragazze che del maggiordomo e della cameriera. Quando ricorda che Swan aveva parlato di omicidio prima che questo fosse provato, lo fa confessare il delitto che Swan aveva commesso per salvare la reputazione delle ragazze.

## Produzione
Il film fu prodotto dalla Essanay Film Manufacturing Company.

## Distribuzione
Il copyright del film, richiesto dalla Essanay Film Mfg. Co., fu registrato il 17 novembre 1915 con il numero LP7001.
Distribuito dalla V-L-S-E, il film uscì nelle sale cinematografiche statunitensi il 6 dicembre 1915. Nel 1919, ne venne curata una riedizione dalla Victor Kremer Film Features.
Non si conoscono copie ancora esistenti della pellicola che viene considerata presumibilmente perduta.